# Inverness (Florida)
Inverness és una població dels Estats Units, seu del comtat de Citrus, a l'estat de Florida. Segons el cens del 2000 tenia 6.789 habitants.

## Demografia
Segons el cens del 2000, Inverness tenia 6.789 habitants, 3.190 habitatges, i 1.805 famílies. La densitat de població era de 359,6 habitants/km².
Dels 3.190 habitatges en un 18% hi vivien nens de menys de 18 anys, en un 43,2% hi vivien parelles casades, en un 10,3% dones solteres, i en un 43,4% no eren unitats familiars. En el 38,8% dels habitatges hi vivien persones soles el 24,3% de les quals corresponia a persones de 65 anys o més que vivien soles. El nombre mitjà de persones vivint en cada habitatge era d'1,99 i el nombre mitjà de persones que vivien en cada família era de 2,6.
Per edats la població es repartia de la següent manera: un 16,6% tenia menys de 18 anys, un 4,9% entre 18 i 24, un 19,3% entre 25 i 44, un 21,2% de 45 a 60 i un 38% 65 anys o més.
L'edat mediana era de 55 anys. Per cada 100 dones de 18 o més anys hi havia 72 homes.
La renda mediana per habitatge era de 26.604 $ i la renda mediana per família de 35.342 $. Els homes tenien una renda mediana de 27.255 $ mentre que les dones 21.052 $. La renda per capita de la població era de 17.211 $. Entorn del 9,6% de les famílies i el 14,8% de la població estaven per davall del llindar de pobresa.

## Poblacions més properes
El següent diagrama mostra les poblacions més properes.